# I Am Mina
| Професионални рејтинг | Професионални рејтинг |
| Резултати             | Резултати             |
| Извор                 | Рејтинг               |
| --------------------- | --------------------- |
| AllMusic              | [ 2 ]                 |

I Am Mina је компилација италијанске певачице Мине, објављена 22. марта 2011. за издавачке куће EMI. Албум садржи енглеске верзије Мининих познатих хитова, као и неколико поп стандарда.

## Списак пјесама
| №               | Назив                                                                   | Аутор(и)                                                        | Трајање |  |
| 1.              | Take Me (L'importante è finire)                                         | Cristiano Malgioglio Alberto Anelli Norman Newell               | 3:24    |  |
| 2.              | Runaway (E poi...)                                                      | Andrea Lo Vecchio Shel Shapiro                                  | 4:47    |  |
| 3.              | More Than Strangers (Vorrei che fosse amore)                            | Antonio Amurri Bruno Canfora Gladys Shelley Jimmy Nebb          | 2:20    |  |
| 4.              | Love Me (Uappa)                                                         | Enrico Riccardi Luigi Albertelli Newell                         | 3:29    |  |
| 5.              | Never, Never, Never (Grande, grande, grande)                            | Alberto Testa Tony Renis Newell                                 | 3:58    |  |
| 6.              | I Still Love You (Fate piano)                                           | Lo Vecchio Shapiro                                              | 4:10    |  |
| 7.              | Why? (Why Do You Treat Me Like You Do) (Vorrei averti nonostante tutto) | Testa Danilo Vaona Virca Newell                                 | 4:32    |  |
| 8.              | The Way I Love You (Amore mio)                                          | Canfora Gina Basso Newell                                       | 3:42    |  |
| 9.              | Where Would I Be Without Your Love? (Ancora dolcemente)                 | Fabio Massimo Cantini Luigi Lopez Paolo Amerigo Cassella Newell | 4:24    |  |
| 10.             | Don't Ask Me to Love You (Domenica sera)                                | Corrado Castellari Stefano Scandolara Newell                    | 3:18    |  |
| 11.             | The World We Love In (Il cielo in una stanza)                           | Gino Paoli Mogol Renato Angiolini Don Raye                      | 2:28    |  |
| 12.             | Quand'ero piccola (Енглеска верзија)                                    | Bruno Zambrini Franco Migliacci Luis Enriquez Newell            | 2:43    |  |
| 13.             | Io innamorata (Енглеска верзија)                                        | Augusto Martelli Giorgio Calabrese Newell                       | 2:59    |  |
| 14.             | I discorsi (Енглеска верзија)                                           | Martelli Mina Newell                                            | 3:09    |  |
| 15.             | Walk on By                                                              | Burt Bacharach Hal David                                        | 8:25    |  |
| 16.             | Strangers in the Night                                                  | Bert Kaempfert Charles Singleton Eddie Snyder                   | 3:40    |  |
| 17.             | Only You                                                                | Ande Rand Buck Ram                                              | 3:11    |  |
| 18.             | Stardust                                                                | Hoagy Carmichael Mitchell Parish                                | 3:50    |  |
| Укупно трајање: | Укупно трајање:                                                         | Укупно трајање:                                                 | 68:59   |  |

## Позиције на листама
| Листа (2011)   | Највиша позиција |
| -------------- | ---------------- |
| Италија (FIMI) | 57               |